# Province d'Izumi
La province d'Izumi (和泉国, Izumi no kuni), ou Senshu (泉州, Senshū), est une ancienne province du Japon qui se trouvait dans une région qui est aujourd'hui la partie sud-ouest de la préfecture d'Osaka.
L'ancienne capitale provinciale — Ishiyama Honganji — était probablement dans la banlieue de l'actuelle ville d'Izumi. La province était souvent dirigée par les seigneurs d'Osaka ou de la province de Settsu.